# 오노역 (효고현)
오노역(일본어: 小野駅, おのえき)은 일본 효고현 오노시에 있는 고베 전철 아오 선의 역이다. 역 번호는 KB57이다.

## 역사
이전에는 가코가와 선의 오노마치역이 관문이었다.
- 1951년 12월 28일: 전철 오노역으로 영업 개시. 당초에는 미키후쿠아리바시(현, 미키) 역에서 연장되었을 때 종착역이었음.
- 1952년 4월 10일: 본 역에서 아오 역까지 노선이 연장되어 중간역이 됨.
- 1971년 3월 4일: 본 역에서 교체 작업 중인 전차에서 승무원이 떠났을 때, 전차가 하행선을 아오 역까지 폭주하여 아오 역에서 정차 중인 전차와 충돌사고 발생.
- 1988년 4월 1일: 오노역으로 역명 변경.
- 1991년 4월 23일: 교상 역사 준공.
- 2002년 4월 1일: 무인화.

## 역 구조
섬식 승강장 1면 2선의 교행 가능한 교상역이다. 승강장 유효 길이는 4량이고, 개찰구는 1곳뿐이다.
연선 광 네트워크에 접속된 역무 원격 시스템이 도입되어, 센터 역에서 자동 매표기, 자동 개찰기, 자동 정산기, 비디오 카메라, 인터폰, 셔터가 원격 조작된다. 이로 인하여, 역무원의 순회역이다.
1,2번 선과도 두 방향의 입선 및 출발에 대응하고 있다. 또한, 2번 선의 옆에는 아오 방향이 차막이가 된 회차선(승강장 없음)이 존재하고 있다. 야간 주박의 운용도 있다.

### 승강장
| 번호 | 노선      | 방향 | 행선                                                                                            |
| ---- | --------- | ---- | ----------------------------------------------------------------------------------------------- |
| 1・2 | ■ 아오 선 | 하행 | 아오 방면                                                                                       |
| 1・2 | ■ 아오 선 | 상행 | 미키・에비스・시지미・오시베다니・고바타・니시스즈란다이・스즈란다이・미나토가와・신카이치 방면 |

## 역 주변
역전에 로터리가 있다. 오노 시의 대표역이며 시가지에 위치한다.
- 오노 시립 코코칸
- 오노 상점가
- 효고 현립 오노 고등학교
- 효고 현립 오노 공업 고등학교
- 오노 시립 오노 중학교
- 오노 시립 오노 초등학교
- 오노 모토마치 우체국

## 인접역
| 고베 전철 아오 선         | 고베 전철 아오 선           | 고베 전철 아오 선   |
| ------------------------- | --------------------------- | ------------------- |
| KB56 이치바 신카이치 방면 | ■ 쾌속 ■ 급행 ■ 준급 ■ 보통 | 하타 KB58 아오 방면 |